# بيل سبيرز
بيل سبيرز (بالإنجليزية: Bill Speirs)‏ هو نقابي بريطاني، ولد في 8 مارس 1952 في دمبارتون في المملكة المتحدة، وتوفي في 23 سبتمبر 2009 في غلاسكو في المملكة المتحدة.